# Canal 9 (Mendoza)
El Canal 9 de Mendoza, más conocido como El Nueve Televida, es un canal de televisión abierta argentino afiliado a Telefe que transmite desde la ciudad de Mendoza. El canal se llega a ver en gran parte de la provincia de Mendoza a través de repetidoras. Es operado mayoritariamente por la familia Alonso.

## Historia
El 9 de diciembre de 1963, mediante el Decreto 1337, el Poder Ejecutivo Nacional adjudicó a la empresa Cuyo Televisión S.A. una licencia para explotar la frecuencia del Canal 9 de la ciudad de Mendoza, capital de la provincia homónima.
La licencia inició sus transmisiones regulares el 27 de mayo de 1965 como LV 83 TV Canal 9 de Mendoza.
El 12 de noviembre de 1982, mediante el Decreto 1205, el Poder Ejecutivo Nacional autorizó el ingreso a Cuyo Televisión (licenciataria de Canal 9) de Laura Costoya de Sansi y Sigifredo Alonso; sin embargo, se renovó la licencia conferida.
El 10 de noviembre de 1986, el Comité Federal de Radiodifusión, mediante la Resolución 877, autorizó a Cuyo Televisión (titular de Canal 9) a instalar repetidoras en Cerro La Horqueta y Cerro Bayo de la Esperanza, asignándole los canales 5 y 9 respectivamente.
El 21 de septiembre de 1989, el presidente Carlos Menem dispuso por decreto la privatización de los Canales 11 y 13 de la ciudad de Buenos Aires. Una de las empresas que participó en esas licitaciones era la sociedad Televisión Federal S.A. (Telefe), que tuvo en esos momentos como uno de sus principales accionistas a Televisoras Provinciales S.A. (del cual Cuyo Televisión S.A., la licenciataria de Canal 9, era accionista).
La licitación de Canal 11 fue ganada por la empresa Arte Radiotelevisivo Argentino (Artear), propiedad del Grupo Clarín. No obstante, debido a que también había obtenido la licencia de Canal 13, tenía que optar por uno de ellos y decidió quedarse con este último y por lo tanto, el 11 terminó en manos de Televisión Federal. La licencia se hizo efectiva el 15 de enero de 1990.
El 5 de junio de 1992, el Diario Los Andes adquirió un 1,52% de las acciones de Cuyo Televisión que pertenecían a Fernando Álvarez Herrero. El 29 de julio de 1998, Los Andes aumentó su participación en la empresa a 9% tras comprar el 7,48% del capital que pertenecía a Sigifredo Alfonso.
En febrero de 1995, el canal adoptó su actual nombre Canal 9 Televida.
En abril de 1998, se dio a conocer que Televisoras Provinciales vendió su participación en Televisión Federal a Atlántida Comunicaciones y que 7 de las 10 empresas que lo conformaban aceptaron la oferta presentada por AtCo para quedarse con sus respectivas licencias. (siendo la transacción de esta última completada en septiembre de ese año, pasando todos los canales adquiridos a formar parte del Grupo Telefe). Los dueños del 9 de Mendoza y de otros 2 canales (entre ellos uno que hoy pertenece a Telefe, el 8 de Tucumán) no aceptaron la oferta de adquisición hecha por Atlántida por sus licencias.
En febrero de 1999, mediante la Resolución 3460, la Secretaría de Comunicaciones autorizó a Canal 9 a realizar pruebas en la Televisión Digital Terrestre bajo la normativa ATSC (normativa que fue dispuesta mediante la Resolución 2357 de 1998). Para ello se le asignó el Canal 13 en la banda de VHF.
El 1 de junio de 2010, la Autoridad Federal de Servicios de Comunicación Audiovisual, mediante la Resolución 113, autorizó al Canal 9 a realizar pruebas en la Televisión Digital Terrestre. Para ello se le asignó el Canal 33 en la banda de UHF.
El 4 de noviembre de 2013, el Grupo Clarín presentó su plan de adecuación voluntaria ante la Autoridad Federal de Servicios de Comunicación Audiovisual con el fin de adecuarse a la Ley de Servicios de Comunicación Audiovisual, donde, entre otras, propuso poner en venta su participación que tenía en la licenciataria de Canal 9 a través de Diario Los Andes. El plan fue aprobado el 17 de febrero de 2014. El 11 de julio, los accionistas de Clarín, en Asamblea General Extraordinaria, aprobaron la venta del 9% que poseían en Cuyo Televisión a integrantes de la Familia Alonso por $22 millones. Sin embargo, en octubre de ese año, la AFSCA dio marcha atrás con la aprobación de la adecuación voluntaria, y como consecuencia se decidió avanzar con la adecuación de oficio, debido a supuestas irregularidades que había debido a que habían socios cruzados entre los asignatarios de ciertas licencias y unidades. El 31 de octubre, el juez federal civil y comercial Horacio Alfonso dictó una media precautelar que suspendió la adecuación de oficio; el 10 de diciembre fue dictada la cautelar por 6 meses y en junio de 2015 fue renovada por otros 6 meses más. El 29 de diciembre de 2015, mediante el Decreto 267/2015 (publicado el 4 de enero de 2016), se realizaron cambios a varios artículos de la ley (entre ellos el Artículo 45, que indicaba que el licenciatario no podía ser controlante o partícipe de más de 10 licencias de medios de comunicación abiertos en el país); a raíz de la ampliación del número de licencias autorizadas que puede poseer una empresa a 15, Clarín ya no tendría obligación de vender su participación en Canal 9 o en alguna otra licencia. A raíz de los cambios, el Grupo Clarín, en enero de 2016, decidió suspender su plan de adecuación. El 2 de febrero, el Ente Nacional de Comunicaciones (sucesora de la AFSCA) decidió archivar todos los planes de adecuación (incluyendo el de Clarín); como consecuencia de esto, el Grupo Clarín ya no tiene obligación de vender ninguna de sus licencias. A junio de 2017, Diario Los Andes sigue figurando como accionista.
El 26 de febrero de 2015, la Autoridad Federal de Servicios de Comunicación Audiovisual, mediante la Resolución 35, le asignó a Canal 9 el Canal 28.1 para emitir de forma regular (en formato HD) en la Televisión Digital Terrestre.
El 23 de octubre de 2018, la señal de Canal 9 fue incorporada junto a la de Canal 7 a la grilla de DirecTV en Mendoza luego de años de lucha en la justicia.

## Programación
Actualmente, parte de la programación del canal consiste en retransmitir parte de los contenidos del Canal 11 de Buenos Aires (cabecera de la cadena Telefe, que representa comercialmente al canal).
La señal también posee programación local, entre los que se destacan Noticiero 9 (que es el servicio informativo del canal), Cada Día (magazine) y A las brasas (programa de cocina, cuatro veces ganador del premio Martín Fierro Federal en el rubro Mejor Programa Culinario). Además, Canal 9, junto a la Fundación De Todo Corazón, realizan desde 1987 la maratón solidaria anual 24 Horas de Todo Corazón con el objetivo de recaudar fondos para instituciones de bien público de la provincia.
A diferencia de otros canales afiliados a la cadena Telefe, Canal 9 fue el único canal que no dejó de transmitir Fanny la fan (que empezó a emitirse en el canal el 3 de julio de 2017, 1 semana después del estreno original) debido al alto rating que tenía. El último capítulo se emitió el 26 de septiembre de 2017.

## Noticiero 9
Es el servicio informativo del canal con principal enfoque a la Provincia de Mendoza. Actualmente, posee cuatro ediciones que se emiten de lunes a viernes (a las 7:00, a las 13:00, a las 21:00 y a la medianoche). Noticiero 9 es el noticiero más visto de Mendoza, y la edición central es el programa más visto de la región.
Noticiero 9 ganó el premio Martín Fierro Federal en 6 ocasiones como Mejor Informativo.

## Repetidoras
Canal 9 cuenta con 5 repetidoras en la Provincia de Mendoza.
| Canal | Localización de la repetidora |
| 13    | Cerro Diamante                |
| 4     | Potrerillos                   |
| 13    | Uspallata                     |
| 5     | Valle de Uco                  |
| 6     | Villavicencio                 |

Anteriormente Canal 9 Televida tuvo dos repetidoras en el extremo sur de la provincia de Mendoza, siendo en 1998 dados de baja
| Canal | Anteriores Repetidoras                 |
| 5     | Ranquil Norte (fuera de servicio)      |
| 9     | Sierras de Palauco (fuera de servicio) |